# Criophthona
Criophthona és un gènere d'arnes de la família Crambidae.

## Taxonomia
- Criophthona anerasmia (Turner, 1913)
- Criophthona aridalis Hampson, 1913
- Criophthona baliocrossa (Turner, 1913)
- Criophthona celidota (Turner, 1913)
- Criophthona ecista Turner, 1913
- Criophthona finitima Meyrick, 1884
- Criophthona haliaphra Meyrick, 1884
- Criophthona sabulosalis Hampson, 1910
- Criophthona trileuca